# ギャンブルッ!
『ギャンブルッ! 』は、鹿賀ミツルの漫画作品。『週刊少年サンデー』（小学館）で2007年4・5合併号から2009年16号まで連載されていた。単行本は全11巻。全105話。

## 概要
もともとは全8回で終了の短期集中連載だったが、読者の人気が高かったため短期連載中にそのまま週刊連載に昇格したという、2000年代のサンデーでは珍しい作品。少年漫画としては珍しく、ギャンブルを題材としている。
作中で、2021年から2025年頃が物語の舞台であることが示唆されている。
本編連載終了後、近代麻雀オリジナルにて続編的物語『GAMBLER! -勝負師-』が連載された。

## あらすじ
20XX年、日本政府がギャンブルを全面合法化し、日本は世界一のギャンブル大国となった。様々なギャンブラーが世界中から集まり、しのぎを削る中、一人の少年マサルが賭けを始める。その天才的な博才とは!?確率とセオリーをねじ伏せる近未来少年賭博物語。

## 登場人物

### 主要人物
京本マサル（きょうもと マサル）
本作の主人公。区立南小学校6年3組。12歳。小柄で草太より若干身長が高く一葉より低い。
幼少時に賭けに大敗し行方不明となった父と再会すべく、プロの賭け師を目指す。が、ギャンブルの知識は皆無であり、対戦時にはルールなどをジャンから教わっている。いつも締まりの無い笑顔を浮かべているが、時折周りを戦慄させる表情を見せる。特に、ギャンブルをしているときは性格が変わりやすい。また、命のやり取りを嫌い、ビストロフのロシアンルーレットにおいても「死んでもそんなギャンブルはしない!」と発言するほど。物語中盤で沢尻と出会い、ギャンブル・バーリトゥードに参加。ビストロフとの試合放棄後、ロイコ一味に拉致され、左頬に十字傷を付けられた上、勝負師としての人格が変貌してしまう。ギャンブル・バーリトゥード後は鎌田の家に居候する。
場のツキや流れを読み取る、また、それを操る才能があり、多くの場合確率を無視した采配を行う。その采配の的確さと破壊力から、ジャンに「爆弾」と比喩される。この能力は、マサルが小学生になった頃から既に開花している描写があり、ジャンと日にちを選んでジャンケンして連勝していたときに「それが（勝負で勝つ）秘訣」であると言っていたり、父・暁の勝負を初めて見た時、その相手の勝負師・「無敗の化け物」の「影」が見えていて、手本引きの出目を無意識のうちに読んでいた。
ギャンブルに必要な資金と生活費を稼ぐために皿洗いなどのバイトをしている。犬以外の動物が苦手。学校生活面では先述の理由から、ほとんど出席していないことが多い上に遅刻の常習犯でもあり、学業の成績も悪く、運動もあまり得意ではない。
先述の通り、ギャンブルの知識は皆無だが、過去に父・暁から「なんこ」を教わったことがある。
続編的物語『GAMBLER! -勝負師-』では旅打ちの麻雀打ちとなって登場（名前は「勝」）。
ジャン
本作の狂言回し的なポジション。マサルの幼馴染でクラスメイト。金髪。数学博士の父親の英才教育により数学に関しては非凡な頭脳を持つが、年齢ゆえに詰めが甘い部分がある（その要因の1つに、不確定要素も計算しなかったことを父に言われるまで気付かなかった）。マサルの相棒的存在で、アドバイスやルールを教えたりする。 マサルの参謀として大会での勝負に同席し、タイムアウト宣言のタイミングを決めるなど、マサルをサポートしている。
基本的にギャラリーだが、マサルの確率を無視した采配を見ているうちに、彼に対する興味やライバル心を抱きつつある。運と計算のどちらかが優れているか結論を出すためにマサルとカジノ・ウォーで交戦する。一葉が2人に助けを求めてきたために中断となるが、勝負師としてはマサルとほぼ互角に渡り合う腕前を見せた。
父親の方針でアメリカの大学へ飛び級留学することになっていたが、作中終盤では「こっちのほうが面白そうだから」（父親にはこっぴどく殴られた）と言う理由でアメリカ留学をやめ、マサル、一葉と同じ中学に通う。
続編『GAMBLER!-勝負師-』では、勝の財布にある写真にのみ登場。
一葉（かずは）
本作のヒロインでマサルの同級生。クラスで人気No.1の女の子。気が強くて、賭けが嫌い。父のギャンブルの失敗で家族が崩壊しそうになったところをマサルとジャンに助けられ、それ以来マサルに興味を持つ。マサル自身も彼女に思いを寄せているような描写がある。終盤ではマサル、ジャンと同じ中学に通う。
続編『GAMBLER!-勝負師-』では、勝の財布にある写真にのみ登場。
沢尻シュンスケ（さわじり シュンスケ）
本作の裏主人公。ギャンブル・バーリトゥード優勝候補筆頭の凄腕ギャンブラー。26歳。前年度北米ギャンブラー選手権優勝者でもある。
大会の一週間前、競馬で有り金をすってしまい、電車賃の為に、地下鉄の駅前で自身のパーカーを三百円で人に押し売りしていたところをマサルと出会う。その際にマサルに大会のチラシを渡し、マサルが大会に参加するきっかけを作る。マサルの父・暁のことも知っているらしく、その息子だと知ったことからマサルに注目する。
なお、パーカーはマサルに売ろうとして彼に着せていたが、三百円を回収するのを忘れてそのまま持っていかれてしまった（後のマサルのトレードマークとなる）。しかし、一週間後の大会での選手宣誓では、スーツで登場し、参加資金三百万円も用意していたことから、強さがうかがえる。
四回戦までを余裕で突破している様子で、マサルの五回戦に同席、代わりに勝負することとなった。結果、見事に勝利を収め、準々決勝一回戦も圧倒的な差額で勝利を収める。鎌田曰く彼にも人に明かせない過去があり、マサル同様絶対に負けられない理由も存在する。そのため大会事務局から配られるデータのプロフィールはデータなしとなっている。準決勝では南米アルゼンチン出身の天才勝負師、マリオ・チャベスと対戦、戦い自体は描かれなかったが、勝利を収め決勝に進出した。マサルとの勝負で自身の過去に関する答え、かつての選択が間違っていたかどうかの答えを出そうとしている。
実は急性白血病に冒されており、大会終了後、会場近くの路地裏で血を吐いて倒れている所をクリス・大神の部下に偶然発見され、彼の所有する病院で治療を受けるが、あえてクリスは沢尻の憎悪をあおって自分の手ゴマにしようと目論み、沢尻とその母を捨てた実の父親の骨髄を移植させて、一命を取り留めたが、クリスの思惑に乗るのを嫌い、目を覚ました後は行方をくらましている。
ビストロフやギャラスとの勝負では、ギャンブルとは切って離せない確率の領域を、超人的な感覚であっさりと超えてしまい、ジャン曰く、マサルが爆弾なら、沢尻は全方位型の槍。

### 物語序盤
京本暁（きょうもと あきら）
マサルの父。別名「風神京本」。マサルが一流のギャンブラーになった時、勝負をすることを約束した。「無敗の化け物」との手本引きで大敗し、消息不明となる。その後も勝負師としての活動は続けているようで、噂で聞く程度の名を成せている。大会事務局長クリス・大神と縁があったとされ最終話では彼の手先となり、ギャンブルの闇に飲み込まれたことを示唆する描写がある。
無敗の化け物（むはいのばけもの）
本名不詳。貧相な顔つきで、和服を纏っている。並々ならぬ雰囲気の持ち主で、暁に圧勝した謎の勝負師。その勝負をそばで見ていたマサルが流れを無意識の内に読み取り、手本引きの出目が出た際に「やっぱり」と発言したマサルに目をつけた。最終話にも彼らしき人物の影があったことから、クリス・大神の手下であることが示唆された。無口で、劇中では一言も台詞を言う場面はない。
ボス
クラブを経営しているプロギャンブラー。スキンヘッドで喫煙者。約束を守らないやつは嫌いらしい。チンチロリンでマサルに破れ、以後彼の才能に注目している。ギャンブル・バーリトゥードにも参加し、一回戦は勝てたが、二回戦で伊達に敗北する。マサルからは、名前か「お兄さん」で呼ばれている。
マーレ
バカラを得意とする女性の凄腕プロギャンブラー。バカラの目の出方をメモし、絶えずバランスをみて賭けをする。一度事故で臨死体験した後、「神に愛された女」として各地の賭場で猛威を振るっていた。ボスに紹介されたマサルと交戦（マサルの所持金が少なかったため、ミニバカラで対戦）するも、確率を度外視したマサルの采配に戦意喪失する。マサルが負けた場合、負け分の不足分は臓器を抽出して換金する旨を言うなど冷酷な一面も見られた。ギャンブル・バーリトゥードに参加し、一回戦は突破するものの、途中で脱落。作中ではマサルに敗北後もあとがきのイラストによく登場する。
草太（そうた）
マサルのクラスメイト。弱気な性格故、猛に賭けのカモにされていた折、マサルと相談する。猛に毟られた不足分をバイトして稼ぎ、さらに用意した掛け金で猛にチョボイチで再戦。全目賭けで対抗し、すべて出目を当てた末に猛に勝利。これ以降はギャンブルから身を引いた。
猛（たけし）
マサルのクラスメイト。ショートヘアと鋭い目付きに三白眼と下睫が特徴。賭けで弱者から金をムシリとり、自身の取り巻きの台詞によれば高校生も飼っているという。早食いやチョボイチで草太から毟るも、マサルの仕立て上げた草太にチョボイチでリベンジ（マサルも同時参加）され、最終的には負けたときの莫大な払戻金の圧力に押され、半ば逃げる形で敗北。それ以降は、草太に手を出す描写はない。
ガエル
オールを得意とする初老のギャンブラー。賭けに勝つよりも人の人生を破滅させることを楽しんでおり、一葉の父を苦しめた張本人でもある。
禿げ頭で太っており、上半身裸の上に高価な衣類を羽織っているうえにアクセサリーもつけている。また、卑しい笑みを浮かべているが、マサルとの勝負では、マサルの「俺は間1枚しか狙わない」という言葉を聞き、もしそうなった時のために少しずつ場に溜まったアンティ（参加料）を削ったり、「間1枚で10倍オールを狙うやつはいない。やるとしても安レートでお遊び程度でやるものだ」と言うなど、勝負師としての慎重・冷静さや常人としての感性も持ち合わせている。
当初は自分が優位であったが、マサルの「間1枚しか引かない」フォームを崩さないスタイルにだんだん傾倒されていき、これまでのツケが回り自身もマサルによって破滅させられかけるが、一葉の涙を見たマサルが自身の過去を思いだしてしまったため、一葉の父の借金を帳消しにすることで場を畳んだ。その直後、マサルに「（カードを引かなくて）よかったね」と言われ、勝負が終わった直後に引いたカードがマサルの「間1枚」の当たり札であった。

### ギャンブル・バーリトゥード編

#### 主催者側の人物
クリス・大神（クリス・おおがみ）
本作の黒幕的存在。ギャンブル・バーリトゥードの大会事務局長。片目に大きな傷がある。五回戦を棄権したマサルに失望し、試練を課すと称してロイコ一味に連絡を取りマサルを拉致させる。だが予想に反してマサルが生還し、自分の下に辿り着いたため、「謝罪の意味も兼ねて、もし君が優勝したら君の望むものを何でも与える」と約束する。その後、決勝戦でマサルと沢尻が同着優勝となった為契約不履行と判断しマサルの願いは叶えなかったが、何か裏でたくらんでいるようで、マサルをスカウトするも断られ、沢尻にも逃げられてしまう。
司会者の女性
本名不明。大会の司会者を勤める女性。ショートヘアで左目の下に泣き黒子がある。タキシードを着用している。

#### 一回戦
鎌田（かまた）
関東一円の博徒の長をしている、90歳の老人。ギャンブル歴80年という百戦錬磨の博徒であり、ヤクザたちも従え、警察にもパイプを持っている。太平洋戦争時（当時10歳）での空襲の経験からジンクスを信じ、それを使った話術で相手を精神的に追い込む戦法を得意とする。一回戦でマサルとインディアンポーカーで対戦。前述通りジンクスを用いた戦法でマサルを追いつめるが、ジンクスから逃れるのではなく真っ向から立ち向かう戦法をとったマサルに興味を持ち、激戦の末「マサルの将来を見てみたい」という想いを抱き自ら手を引いた。決着後、マサルの後見人になることを申し出たが、マサルに断られたため、その後は仲間としてマサルを影に日向に見守り、時に協力することもある。準々決勝からは、会場上部の観客席から勝負を沢尻とともに見物している。杖の中に刀が仕込まれている。
初登場時は般若を髣髴させる形相だったが、物語後半からは若干丸くなった。
ヤクザたち
本名不明。鎌田を「親父」「会長」と呼び慕う。大会一回戦目で鎌田と勝負しにきたマサルたちに圧力をかける。のちに王偉一味と対決し、拉致されたジャンを救出した。

#### 二回戦
賀川雄一郎（かがわ ゆういちろう）
マサルの二回戦の相手で、総資産50億の若き大富豪の社長。マスコミ等の前では愛想の良い人物を装っているが、本性は非常に傲慢で、自身が出資した相手や買収含む会社の社員を奴隷のように扱い、暴力も平気で行う外道。大会の参加理由は賞金ではなく、優勝による名誉でビジネスを有利に進めること。財力のみを信じ、金でなんでも買えると思っている。口癖は「カカカ!!」「カカカッ!!」など。劇中ではいわゆる「ドヤ顔」をする場面が多い。中学時代は生活態度などが悪い問題児で、回想から右腕に刺青（のようなもの）があった。
当初は勝ち星を1億でマサルから買おうとしたが失敗したため、ブラックジャックで勝負を挑み、5億という莫大な資金でマサルに立ちはだかる。マサルに苦戦した際、さらに賭け金10億円引き出してくるよう柿本に命令したが、それが不可能な状態（既に銀行は閉まっていた上に、10億もの大金となれば賀川自ら出向く必要がある）であるにもかかわらず、柿本に暴行した挙句暴言まで吐いたことで自身の本性を公にしてしまい、周囲に誰か10億円を貸してくれないかと嘆願するも、モラルを欠いたその性格を問題視した賀川派のギャラリーの顰蹙を買ってしまい、借りることが出来なくなった。その後、マサルの戦術の前に惨敗する。
もっとも、一回戦は1億で勝ち星を買ったため不戦勝であり、二回戦でも前述通り財力に物を言わせた戦い方をしていたため、ギャンブルの実力自体は大して高くない可能性もある。
柿本（かきもと）
賀川の秘書で、かつては賀川の中学時代の担任教師。マサルとはバイト先の帰り道が同じで知り合いで、マサルから「おいちゃん」と呼ばれ慕われている。中学時代の生活態度が悪い賀川に手を焼いていたが、その後賀川が事業で成功をおさめた頃に娘が病気になり、その手術費用を出資した賀川に「教師を辞め、賀川の秘書として働き手術費用を返す」条件で現在に至る。
マサルが賀川の対戦相手だと知った際、外ウマで賀川に「自分に5000万賭けろ」と言われたが、マサルに可能性を見出しマサルに賭け2億円入手し、娘の手術費1億を返済したことで賀川の秘書を辞め、喚く賀川に「（心は買えないから）いつか目を覚ませ」と言い、残りの1億を賀川に与えた。その後、マサルに「凄い逆転をありがとう」と感謝し、アルバイトしながら生活していくと言った。
若森菜月（わかもり なつき）
一葉曰く、「CM女王」と称される超セレブの有名女優。賀川のビルの案内役で、マサルたちを賀川の社長室に案内する。彼女自身も賀川による大金投資で有名になったが、劇中の描写から不本意であったような素振りを見せている。
賀川派のギャラリー
マサルVS賀川の勝負を見に来た観客。賀川を支持し、VIPルームで正装でないマサルを見下していたが、それぞれ人間的な倫理観はあり、賀川が本性を公にした際にはそのモラルを欠いた対応に顰蹙を買う。その後、マサルの戦い方に興味を示し「『旧約聖書』の巨人兵ゴリアテを相手に石で戦ったダビデのようだ」と評し、勝利したマサルを盛大に祝福した。

#### 三回戦
伊達智（だて さとし）
マサルの三回戦の対戦相手。名門、凱旋高校の二年生。ブラックジャックを得意とする。ギャンブラーとしての自覚はなく、ギャンブルは金のなる木、単なるビジネスと見ている。チーム戦術でディーラーがバストしやすい状態のテーブルを作らせ、そこに座り儲ける、通称「ステルスチームカウンティング」という戦略で多大な儲けを出し勝ち抜いてきた。それで儲けた資金を元に、凱旋高校生徒全員を雇うと言うカジノ側も想定外の大人数で行い、今までどこのカジノにも見破られていなかったが、5日間常に張り付いていたジャンには見破られる。また、沢尻からは嫌われている。
二回戦でボスを打ち負かすも、マサルに同じテーブルに座られ、敗北した。敗北時、マサルに引き寄せられて勝負を見に来た仲間たちの顔をカジノ側に見られてしまい、ステルスチームカウンティングは使用不能となる。しかし、なぜか笑顔でカジノを去っていった。
性格は沈着冷静。マサルがバーリトゥードで交戦する相手で、自尊心が過剰に強い、非常に傲慢で高圧的な態度をとる相手が多い中では、鎌田などと並び珍しく比較的寛容な態度で接する数少ない人物の1人。

#### 四回戦
カラガー
マサルの四回戦の対戦相手。45歳の英国貴族。得意なジャンルは競馬で、30年分のデータを屋敷に所蔵している。外見は45歳とは思えない程若々しいが、その理由は全身の血液を子供から買い取った若い血液に入れ替えるという非道極まりない行いに拠るもの。普段は紳士的に振る舞うが、その本性は自分以外の人間を貧乏人呼ばわりして見下すなど自尊心が過剰に強く、血液の件を恋人に知られ「悪魔」と罵られた際も「凡人に特別な人間の考えることは理解できない」と、自らの異常性を認めることはなかった。当初、ロメオの予想により金額の差を付けられ、大会事務局の審判・副田を脅してマサルが買った馬券を教えさせる。結果として最後の勝負には勝ったが、実際にはマサルは馬券を買っておらず、およそ10万円の差でマサルに敗北した。
ロメオ
6歳の少年。父親と妹・リサの三人で暮らしている。家が貧しいため、カラガーに血を売って生計を立てている。トラック運転手をしている父親にトラックを買うのが夢。競馬の的中率はカラガーをも超える。最終レースで予想をはずしてしまい、トラックを買う夢は断たれたかに思われたが、後にマサルによって彼の家にトラックが贈られた。
副田コウジ（ふくだ コウジ）
大会事務局員の1人。マサルとカラガーの競馬対決の審判を勤める。カラガーの手先の調べによれば、29歳。東京都南区本町在住。妻子持ちで4歳の娘がいる。
カラガーが負けそうになると、上記の情報をネタに妻子を暗殺すると脅迫され、マサルが買った馬券の詳細を吐かされる。しかし、マサルが勝利したことにより事なきを得たようである。

#### 五回戦
ミーシャ・ビストロフ
マサルの五回戦の相手。ロシア人のギャンブラー。ボスと同じくスキンヘッド。元石油会社の社長で、三年前に引退したが、総資産は2兆円を超える。20年前、パイプライン建設に反対する村に対し、「何百億ドルの仕事と思ってんだ!?すぐ排除しろ!!」と言ったのを聞いた部下が傭兵を呼び、村を壊滅させた。その事で強い者がそうでない者の生と死をその手に握る喜びを持つようになった大量虐殺者でもある。得意種目は不明で、大会事務局の情報も一切不明となっている。マサルを勝負のために異様な雰囲気の地下の賭場に呼び出した。
その正体は、珍しい八連発のリボルバー、スミス&ウェッソン327TRR8を使ってロシアンルーレットを挑む異例のギャンブラーで、一発撃つごとにビストロフが賞金を出すという方法で賭けをする（相手が払う必要はない）。前述の20年前の出来事により、このゲームを始めた。金には興味がなく、命が昇華する瞬間を見たいという一種の異常者である。弾が出るタイミングを百発百中で言い当てていたため、周囲には予知能力を持つ神のように崇められていたが、実際には10年という長い年月をかけて弾が弾倉の一番上に来たときの感覚を把握したというのが真相である。弾が出る前に勝負を降りる事が出来るので負けても死ぬことはない。棄権を宣言したマサルの代理で勝負することになった沢尻に敗北。ネタをバラされ、実は勝負している訳ではなく勝負を建前に自殺させている事に気付かれ、取り巻きの連中に粛清される。その後は生死・行方共に不明で、大会当局でも確認出来ていない。

#### 準々決勝戦
マルティン・サバラ
スロバキア出身の勝負師。マサルの準々決勝の相手。45歳。千里眼の異名をとる。相手のクセを見抜くことにずば抜けており、勝負したギャンブラーたちのクセを徹底的に見破り、暴露することで相手の勝負師としての生命を奪う。この歪んだ性格は、かつて掛け金のために自身を売った父親を恨んでいることに由来しており、ギャンブラーはクズという認識の下、勝負を行う。しかし「ギャンブラーはクズ、日本の勝負師は弱い」と指摘したことでマサルの逆鱗に触れ、マサルの秘策により自らのクセをすべて見抜かれそうになり、負けを認めて日本の勝負師達に「弱い」と指摘した事を謝罪した。
ファルカン
バーリトゥードの参加者。モヒカンが特徴。本職は不明だが、サバラ曰く「軍隊経験者」。サバラとの交戦で「クセを見抜かれて」敗北した屈辱を逆恨みし、利害関係が一致した「柔術使いの男（サングラスに坊主頭、筋骨隆々の体系が特徴）」と共にナイフを持った格闘技で粛清しようとするも、ギャンブル以外でもクセを見抜けるサバラに特殊警棒で「柔術使いの男」と共に返り討ちに遭う。
F・ギャラス（フランシス・ギャラス）
モナコ出身の勝負師でヨーロッパを主戦場とする。今まで嘘も誠も取り混ぜたマシンガントークで勝ち上がってきたため、「話術の道化師」の異名を持つ。沢尻の準々決勝の相手でルーレットで対決する。得意の話術でディーラーの出目を限定し、序盤はリードしたものの、沢尻の圧倒的な集中力と超人的な感覚で玉の入り方を予測され、すべてのチップを失い、敗北した。

#### 準決勝戦
王偉（ワンウェイ）
マサルの準決勝の対戦相手。中学1年生。13歳。上海の財閥・王一族の次男。背中と左腕に髑髏と蛇をあしらった刺青を彫っている。王一族の裏の商売である薬物の製造、販売や武器取引、臓器の密売から商売敵の抹殺等を一手に引き受ける存在で、大会で優勝すれば表での知名度が上がり、兄や兄を寵愛する父に認めてもらえると思い参加している。
性格は傲慢かつ冷酷で日本人全体を小日本と内心見下したり、土下座が日本の文化だと発言するなど自尊心の強さも半端ではない。部下に対しても情の欠片も無く、ジャン救出の一件で逮捕された部下の為に弁護士の手配を申し出た側近に対してそれを蔑ろにする発言をした。自分より年下で勝ち上がってきたマサルを自分に集まる知名度が低下したと逆恨みし、開催地の日本発生の花札のこいこいを競技に選んだり、勝負でマサルを弁護（クリーンなイメージの売名行為）するなど自己顕示欲に溢れている。
実力ではなく対戦相手の弱味を握って勝利するため、準決勝ではジャンを人質にとり、負けなければ殺すと脅迫。準決勝の序盤は圧倒的な差をつける。しかし鎌田がジャンを助け出したことで状況が一変し、もともとネットゲームで覚えた程度の知識で勝負したことも手伝って、クセを見抜かれた上であっけなく敗北する。その後、報復としてマサルと周囲の仲間を全てを始末しようとするが、脅迫の挙句に人質まで殺すやり方が仇となり、ホテルに潜伏中に従業員に扮した三回戦の対戦者の復讐により命を落とす。

### ロイコ一味
ビストロフ戦を棄権したマサルに、クリス大神が「試練」と称して送り込んだ刺客・殺し屋の3人組。殺し屋ゆえに、彼等の間では「嘘は禁忌」という掟があり、それを犯したものは命を落とす（ロイコ曰く「一度でも嘘をついたら終わり」）。彼等は7年組んでおり、殺人や強盗などと50以上の犯罪を犯し、殺人数は20人を超える。
ロイコ
3人のリーダー。ドレッドヘアーが特徴。クリス大神の依頼でアヅミ・健とともにマサルを拉致し、マサルに暴行を加え金の在処を聞き出すが、マサルがギャンブルを提案し「3人のうち勝った1人に金の在処を教える」という条件を呑み、マサルにポーカーで交戦する。
性格は粗野で気が短く荒いが、リーダーとしての相応の器や勝負事にはフェアな一面も見られる。マサルの拘束時には、アヅミの意見を聞き入れマサルに状況を把握する時間を与えたり、ギャンブルを提案したマサルの要望を受け入れたり（ロイコは「ただ殺すだけではいつもとやることが同じ、少し遊んでみるのも悪くない」という理由から受け入れた）、ポーカーのルールを知らないマサルにやりながらルールを説明し、いざ勝負となれば「賭博特別法」およびポーカーのルールに則ってイカサマをせずに正々堂々と真っ向勝負を仕掛けるほどである。マサルとのポーカー戦では「手役が無くても勝てる、腹の探り合い」と評するなど、ギャンブラーとしての実力も高い。
しかし交戦中に、高い手役があるのにもかかわらずに降りた健を殺害した後、周囲の空気が歪み、アヅミと口論となりアヅミに殺害される。
アヅミ
一味のナンバー2。身長約185cmの細身の黒人で、眼鏡を掛けた坊主頭、褐色肌が特徴。二丁拳銃が武器。性格は冷徹で、周囲の状況を把握して実行する計算頭脳派で、ポーカーでも確率理論派。しかし、健の不自然さ（アヅミ自身とロイコが降りたときにのみ勝負するパターン）をマサルに指摘されて初めて気付いた時には冷や汗を流していたなど、場の空気まで把握していなかった。健がロイコに殺害された後に周囲の空気が歪み普段の冷静さを失い、ロイコと口論となった末に彼を銃殺してしまう。その後、マサルを探し焦るが発見できず、最後の手段として日本を離れ、消息不明となる。逃亡の際に、マサルの博才と行動力から、マサルを「化け物」と比喩し恐れをなした。
健（けん）
3人の中では下っ端。おどおどした小心者で、周囲の空気に流されやすい性格だが、女性と老人の2人を殺害したことがあるなど、殺し屋としてのそれなりに腕前はある。ポーカー戦で高い手役が入ったにも関わらず、ロイコとアヅミに遠慮する、自分が下っ端という立場を利用したその消極性が災いし、彼らが降りたときにあがるその不自然さをマサルに指摘され、嘘が発覚しロイコに殺害される。

## 作中に登場した主なギャンブル
他のギャンブル漫画と違い、広い範囲から登場している。また、オリジナルルールなどは少なく、一般的なルールにのっとって行われることが多い。
手本引き
第1話に登場。某所にて、京本暁VS「無敗の化け物」の対決。「無敗の化け物」が胴師（ディーラー）、暁が張り子で対決。なお、勝負の目的は不明。
チンチロリン
第2話に登場。ボスの経営するクラブ「CLUB Snake」にて、マサルVSボスの対決。マサルが友人の借金80万円を肩代わりし、代打ちとして対決する。どちらかが折れるまで勝負が続く。
本編でのルールは、「親は5回で交代」「ションベン・ヒフミ（123）は2倍払い、シゴロ（456）・ゾロ目は2倍勝ち、ピンゾロ（111）は5倍勝ち」「賭け金の上限・下限は最低5千円から最高10万円まで。また、上限なしの青天井も可能。」と設定された。
バカラ・ミニバカラ
第5話に登場。カジノ「TOKYO CASINO」にて、マサルVSマーレの対決。ボスに勧誘される形で、マサルはバカラに挑戦するが、マサルの所持金が「60万円」とバカラをやるにはマーレ曰く「少なすぎる」ため、ミニバカラで対戦する。
ルールは通常のバカラと同じ。ただし、カジノ側と動いた10倍の金額を相互でやり取りする。下限1万円、上限100万円。
例として、Aが1万円を賭けカジノ側に勝利した場合、AはBから10万円を奪うことができる、逆に負けた場合は10万円を相手に支払う。また、同じサイドに賭けた場合はその差額分をやり取りする（Aが1万、Bが2万賭けた場合、勝てばBはAから10万、負ければAはBから10万奪うことができる。）。
チョボイチ
第9話～第12話に登場。区立南小学校の屋上にて、草太VS猛 → マサル&草太VS猛の対決。猛がカモろうとしたマサルの代わりに草太が金をムシりとられ、賭けに負けた草太はマサルに相談し、マサルは草太に50万円貸し、猛に勝てばそのまま50万円をマサルに返し、負ければ倍額（100万円）を返すという取り決めでマサルが紹介したバイト先で働き、草太は決意しマサルと共に猛への再戦に臨む。
本編でのルールは、「当たれば5.5倍」「下限・上限は1万~10万円まで（再戦時には上限無しの青天井）」という設定。
カジノ・ウォー
第13話・第14話に登場。某カジノにて、マサルVSジャンの対決。物心ついたジャンが、運と計算のどちらかが優れているか結論を出すためにマサルと交戦する。
- 「カジノ・ウォー」は、プレイヤー（客）とディーラー（配り手）にそれぞれ配られたトランプ1枚のカードのどちらかの数が強いほうが勝ちという単純なゲーム。
  - プレイヤーがチップを張り、ディーラーからカード1枚を表にして配られる。配り終わった後、ディーラーがカード1枚を伏せたまま引き、表にめくる。プレイヤーとディーラーのカードの数を比べ、数が強い方を勝者とする。
  - プレイヤーが勝った場合、その際に張ったチップは2倍になって払い戻される。負ければその際に張ったチップは没収。引き分けの場合、勝負続行か終了かを選択する。
  - カードの強弱はA、K、Q、J、10 → 3、2の順で強 → 弱。

オール
第15話～第19話に登場。倉庫街にてマサル&ジャンVSガエルの対決。一葉に助けを求められたマサルとジャンが、一葉の父の代打ちとしてガエルに挑む。マサル＆ジャン側が勝てば一葉の父親の借金は帳消しにする、負ければガエルが一葉の養子にするという取り決めで交戦。アンティ（参加料）は3万円から始まる。
- 「オール」は、配られた2枚のトランプの間の数のカードを引けば勝ち（例：配られたカードが2と8なら3~7を引けば勝ち。など）というゲーム。
  - 1回戦ごとに決められたアンティを場に出し、親と子にそれぞれ2枚のカードが配られ、その2枚のカードの間の数のカードを引けると思えば、場に出されたアンティとは別に、場に集まった合計のアンティの範囲内のアンティを賭け、「~円で勝負」と勝負宣言する。上手く引ければ勝利し、その際に賭けたアンティ分を場に集まったアンティからもらえる。引いたカードが間の数でなかった場合は負けとし、その際に賭けたアンティを場に払い出す。1回戦ごとに出すアンティは徐々に溜まっていく。
  - 配られた2枚のカードに引く自信がない、または間がない場合（5と6など）は降りる。場に集まったアンティ全額勝負する場合は「オール」と宣言する。勝てばアンティ全額場から貰え、負ければその際に賭けた場に出ているアンティ全額分を場に出す。

といった具合でゲームが進行する。
本編でのルールは「使うトランプは2組104枚（ジョーカーを除く）」、特殊ルールは「間1枚しかないカードを引けば（例：2と4なら3を引けば勝ち）、その際に賭けたアンティの10倍を貰える（足りない分は相手が被る）」という設定。
インディアンポーカー
バーリトゥード1回戦、マサルVS鎌田の対決種目。
ルールは通常のインディアンポーカーと同じ。下限1万円、上限100万円。どちらかが降参するまで行う。
ブラックジャック
- バーリトゥード2回戦、マサルVS賀川の対決種目。

ルールは通常通り。下限10万円、上限なし。制限時間2時間で最終的な所持金の多い方の勝利（初期の持ち金は自由）。さらにマサルが負けた場合、賀川がマサルの母がパートで働くスーパーを買収する（実質的に母親が職を失うことになる）と宣言。また、自分が劣勢になると「各方面に手を回してどこにも就かせないようにさせる」と脅迫した。
- バーリトゥード3回戦、マサルVS伊達の対決種目。

ルールは通常通り。一つのカジノを舞台にし、資金も同額。一定時間内に稼いだ方の勝利。ただし、伊達の要望でチームを組むことを許可、条件（10台以上テーブルがあるカジノ）で行う。これは対決種目も含め全て伊達が勝つための策略だった。
競馬
バーリトゥード4回戦、マサルVSカラガーの対決種目。とある競馬場での1日の全12レースが対象。持ち金1000万円からスタート。1レースにおける賭け金・賭け方・購入点数に制限なし。無論買わないことも可能。全12レース終了時点での所持金の多い方の勝利。特別ルールとしてマサルが勝てばカラガーからさらに3000万円が与えられる（最終的にマサルは「あんたの金は要らない」と辞退したが）。
ロシアンルーレット
バーリトゥード5回戦、棄権したマサルの代わりに挑戦した沢尻VSビストロフの対決種目。8連装リボルバー、スミス&ウェッソン327TRR8を使ったロシアンルーレット。弾丸の装填と回転は第三者が行い、先攻決めはコイントスで決定、以降は順序を交替して行う。それぞれ1回ずつ引き金を引き、弾が出なければセーフ。双方ともいつでも降りることができ、降りた場合はそれまでに引いた数によって賞金がビストロフから出される（1回で1000万、以降5000万→1億→2億→5億→10億となり、7回パーフェクトなら30億円）。どちらかが死亡するまで行われる。
ポーカー
- マサルVSロイコ一味戦

バーリトゥード5回戦を棄権したマサルに対して「試練」として送り込んだロイコ一味との対決。持ちチップ数十枚、4人によるファイブスタッドポーカーを行い、勝った1人のみがマサルが持つ1億円のありかを教えてもらえる。
- マサルVSサバラ戦

バーリトゥード準々決勝の対決種目。ルールはファイブスタッドポーカーで行う。1枚50万円のチップ100枚（5000万円）を元金として行う。相手のチップをゼロにした方の勝利。
なんこ
マサルVS野球少年（仮称）の対決。ロイコ一味の事件から解放後、クリス・大神との契約をした後、マサルが公園で出会った少年の母が帰宅するまでの遊び相手としてやったギャンブル。
「なんこ」は、元々酒席の遊びであるため、厳密にはギャンブルではないが、作中ではギャンブルの種目として扱われている。
ルーレット
バーリトゥード準々決勝、沢尻VSギャラス戦の対決種目。1～36と0、00があるアメリカンタイプを使用。オッズなどは通常通り。1枚10万円のチップ500枚（5000万円）を元金として行う。賭け金は下限1枚（10万円）上限なし。相手のチップをゼロにした方の勝利。なお、ハウス（ディーラー）との勝負ではないため、賞金は勝者は敗者から5000万円を奪うのみ（チップをいくら稼いでも賞金にはならない）。
花札
バーリトゥード準決勝、マサルVS王の対決種目。ルールはこいこいで行う。各役の得点は以下の通り（役の詳細は花札の項目を参照の事）。
五光…10点、四光…8点、雨四光…7点、三光、花見酒、月見酒、猪鹿蝶、赤短、青短…5点、タネ、タン、カス…1点（1枚増えるごとに+1点）、手四、くっつき…6点
所持金は5000万、レートは1点10万円（よって持ち点は500点）。こい1回ごとに得点が倍に増加する。
例として花見酒（5点）でこい→月見酒（（5+5）×2=20点）でこい→三光（（5+5+5）×4=60点）でこい→四光成立で（5+5+8）×8=144点となる。
丁半
バーリトゥード決勝戦、マサルVS沢尻の対決種目。ルールは一般的な丁半と同じ。ただし勝ち逃げ（リードしている方が相手と同じサイドに同額をかけ続ければリードを保ったまま終わらせることができる）を防ぐため双方布の下に「丁」か「半」と書かれた板のどちらかを置き、同時に布を取ってどちらに賭けたかを表す。
双方の取り決めにより賭け金はなし。30回勝負を行いより多く的中したほうの優勝とした。
その他、作中の随所でおいちょかぶ、沢尻の回想において麻雀などが登場している。

## 用語
賭博特別法（とばくとくべつほう）
20XX年、日本が経済復興を前提に賭博を全面的に解禁した法律。イカサマ行為以外の全ての賭博が認められ、年齢制限もない。
区立南小学校
マサル達が通う小学校。授業内容は作中の描写からギャンブルに関連したものが多い。

### ギャンブル・バーリトゥード
世界で初めて開催されたギャンブルの世界大会。世界中のギャンブラー達が一堂に集結し世界一のギャンブラーを目指し熱い戦いが繰り広げられた。大会事務局長はクリス大神
大会ルール
大会に参加するには参加費として300万円。それとは別途に賭け金を用意しなければならない。
大会はトーナメント方式。組み合わせは事務局側で決定する。（そのためある程度マッチングに介入することも可能）
予選トーナメント
1つの試合に設けられた時間は1週間。1週間続けて試合を行うわけではなく一瞬で勝負がつくものでも1週間フルに行ってもかまわない。。
種目や開催場所も参加者が選ぶ。唯一の制限事項は「必ず勝ち負けがつくこと」。これを守れればどんな種目でもかまわない。賭け金のレートなども参加者間の取り決めで行われる。
決勝トーナメント
決勝トーナメントからはドームで行う。種目や制限時間も事務局が指定することがある。
優勝した者には賞金5億円が与えられる。
なお、トーナメント内で発生した事件・事故について事務局は一切の責任を問われない。実際に負けて殺害された者やピストロフのロシアンルーレットに敗北して死亡した者が確認されている。

## 単行本
1. 2007年7月18日発売 ISBN 978-4091211491
2. 2007年7月18日発売 ISBN 978-4091211545
3. 2007年10月18日発売 ISBN 978-4091212078
4. 2008年1月18日発売 ISBN 978-4091212641
5. 2008年4月18日発売 ISBN 978-4091213501
6. 2008年7月18日発売 ISBN 978-4091214393
7. 2008年10月17日発売 ISBN 978-4091215000
8. 2009年1月16日発売 ISBN 978-4091215680
9. 2009年4月17日発売 ISBN 978-4091218964
10. 2009年5月18日発売 ISBN 978-4091220097
11. 2009年6月18日発売 ISBN 978-4091220165